# Strigel
För andra betydelser, se Strigel (olika betydelser).

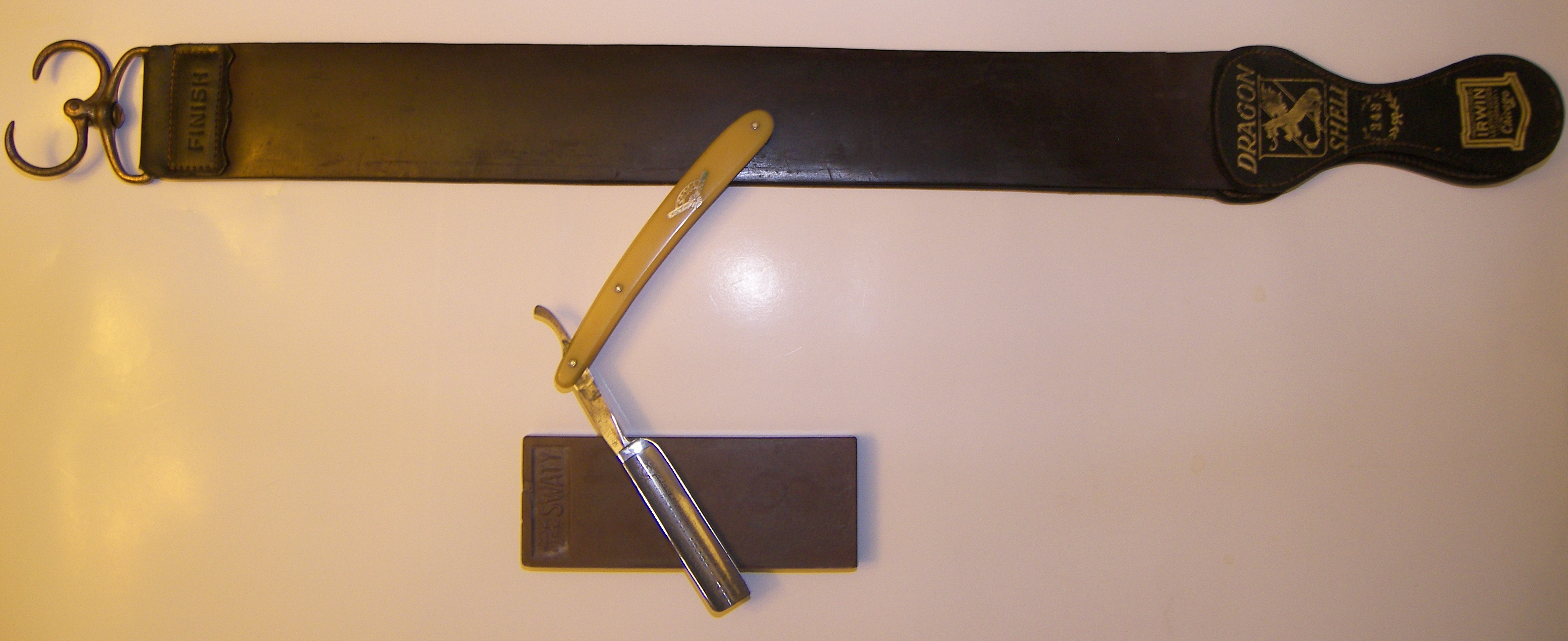
Rakkniv, brynsten och strigel

Strigel är en läderrem som används för att uppnå den absoluta skärpan på ett eggverktyg. Striglar kan vara manuella eller motordrivna. Strigeln skall arbeta i riktning från eggen.
Om strigelns släta sida används är den obehandlad, men om köttsidan används måste den gnidas in med polermedel. Hur grovt medlet är avgör hur fort en strigel avverkar metall i eggen, och också hur fin egg man kan få. På en strigel behandlad med olja och autosol, kan en rakkniv striglas så vass att den skär av ett fritt hängande hårstrå. En mjukare strigel har en tendens att runda eggen mer än en hård strigel. Samma fenomen uppstår om man trycker hårt mot strigeln, då böjer sig lädret kring eggen så att den rundas mot slutet och blir trubbigare. Därför är det viktigt att använda lätt hand under utförandet.
En strigel för fina eggar skall aktas för smuts, damm och repor/hack i lädret. Polermedel och fett drar ofta till sig smuts, och smutsar dessutom själva ner. En strigel kan vara monterad på till exempel en träbit eller också vara frihängande. En frihängande strigel måste hållas spänd så den inte sviktar och rundar av eggen.